# Gustav Björk

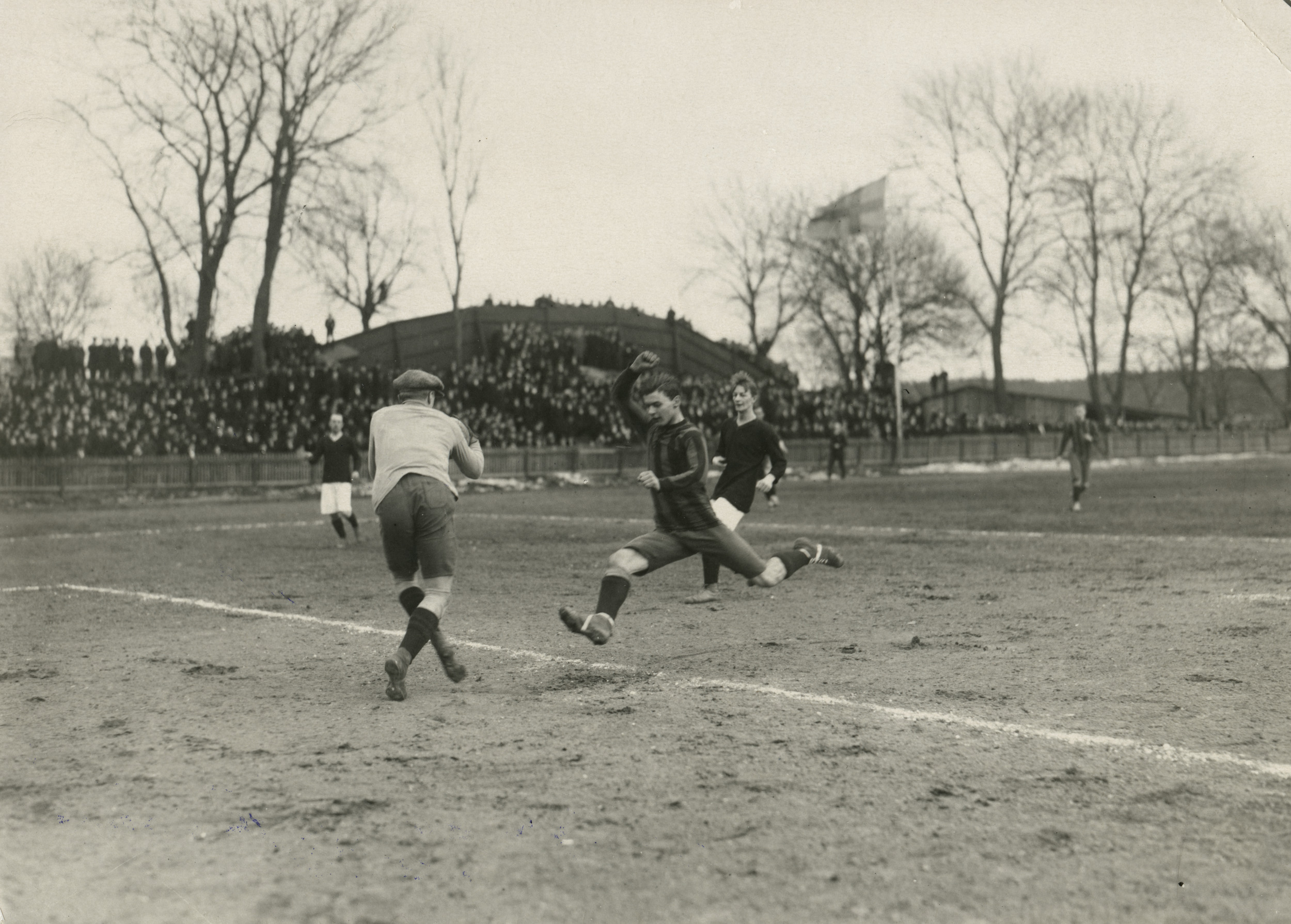
Björk (m.) bei einer Angriffsaktion im Derby gegen AIK, links AIK-Torwart Erik Hillerström (1921)

Gustav „Måsen“ Björk (* 10. Juli 1900; † 1927 oder 1928) war ein schwedischer Fußballspieler. Er bestritt 1921 zwei Länderspiele für die schwedische Nationalmannschaft.

## Werdegang
Björk rückte 1917 bei Hammarby IF in die Wettkampfmannschaft auf. Für den Klub trat er sowohl in der seinerzeit höchsten Spielklasse, der Svenska Serien, als auch in der vor Einführung der Allsvenskan als landesweiter Spielklasse im Jahr 1924 im Pokalmodus ausgetragenen Landesmeisterschaft an. Dort gehörte der Klub regelmäßig zu den Endrundenteilnehmern, HIF scheiterte jedoch in der Regel vor dem Viertelfinale. 1921 schied die Mannschaft im Viertelfinale mit einer 0:1-Heimniederlage im Olympiastadion Stockholm gegen IFK Eskilstuna aus. Sie gewann jedoch die Distriktmeisterschaft nach einem 3:0-Endspielerfolg gegen Stockholms BK, Björk war mit zwei Treffern entscheidend daran beteiligt. Im folgenden Jahr zog Hammarby IF in der Landesmeisterschaft ins Endspiel ein. Trotz eines Tores von Björk ging das Spiel jedoch insbesondere dank des dreifachen Torschützen Bror Carlsson gegen den Göteborger Klub GAIS mit einer 1:3-Niederlage verloren. Auch in der Distriktmeisterschaft blieb nach einer 0:3-Endspielniederlage gegen AIK nur die Vizemeisterschaft. 1924 gehörte Hammarby IF zu den Gründungsmitgliedern der Allsvenskan, stieg aber als Tabellenletzter direkt wieder ab. Björk erzielte dabei in zehn Spielen zwei Tore.
1921 berief das Auswahlkomitee des Svenska Fotbollförbundet Björk als Auswahlspieler in die schwedische Nationalmannschaft. Im Mai des Jahres debütierte er in seinem Heimatstadion, dem Stockholmer Olympiastadion, für seine Farben bei der 0:3-Niederlage gegen die finnische Auswahl, als der schwedische Verband zehn Spieler des Stockholmer Distriktmeisters Hammarby IF (Abwehrspieler Gustav Ehn vom Finalgegner Stockholms BK ergänzte die Mannschaft) aufs Feld schickte. Im September kam er zu einem zweiten Einsatz, als das Aufeinandertreffen mit Norwegen erneut mit einer 0:3-Niederlage endete.
Parallel zu seiner Fußballkarriere lief Björk für Hammarby IF auch im Eishockey und Bandy auf.
Der an Diabetes leidende Björk verstarb im Alter von 27 Jahren.